# 永光 (劉渾)
永光（455年七月）或作元光、允光，是南朝宋時期武昌王劉渾的年号，共計1個月。
《宋書》及《資治通鑑》作「永光」，《南史》及《建康實錄》作「元光」，《冊府元龜》卷299作「允光」。

## 紀年對照表
| 永光 | 元年  |
| ---- | ----- |
| 公元 | 455年 |
| 干支 | 乙未  |

## 同期存在的其他政權年號
- 中國
  - 孝建（454年－456年）：南朝宋—宋孝武帝劉駿之年號
  - 承平（443年－460年）：北凉—沮渠無諱、沮渠安周之年號
  - 興安（452年－454年）：北魏—北魏文成帝拓跋濬之年號

## 參看
- 中國年號索引
- 其他時期使用永光的年號

## 深入閱讀
- 李崇智. . 北京: 中華書局. 2004年12月. ISBN 7101025129.